# Elaphoglossum feejeense
Elaphoglossum feejeense är en träjonväxtart som beskrevs av William Dunlop Brackenridge.
Elaphoglossum feejeense ingår i släktet Elaphoglossum och familjen Dryopteridaceae. Inga underarter finns listade i Catalogue of Life.